# Universidad Autónoma de Madrid

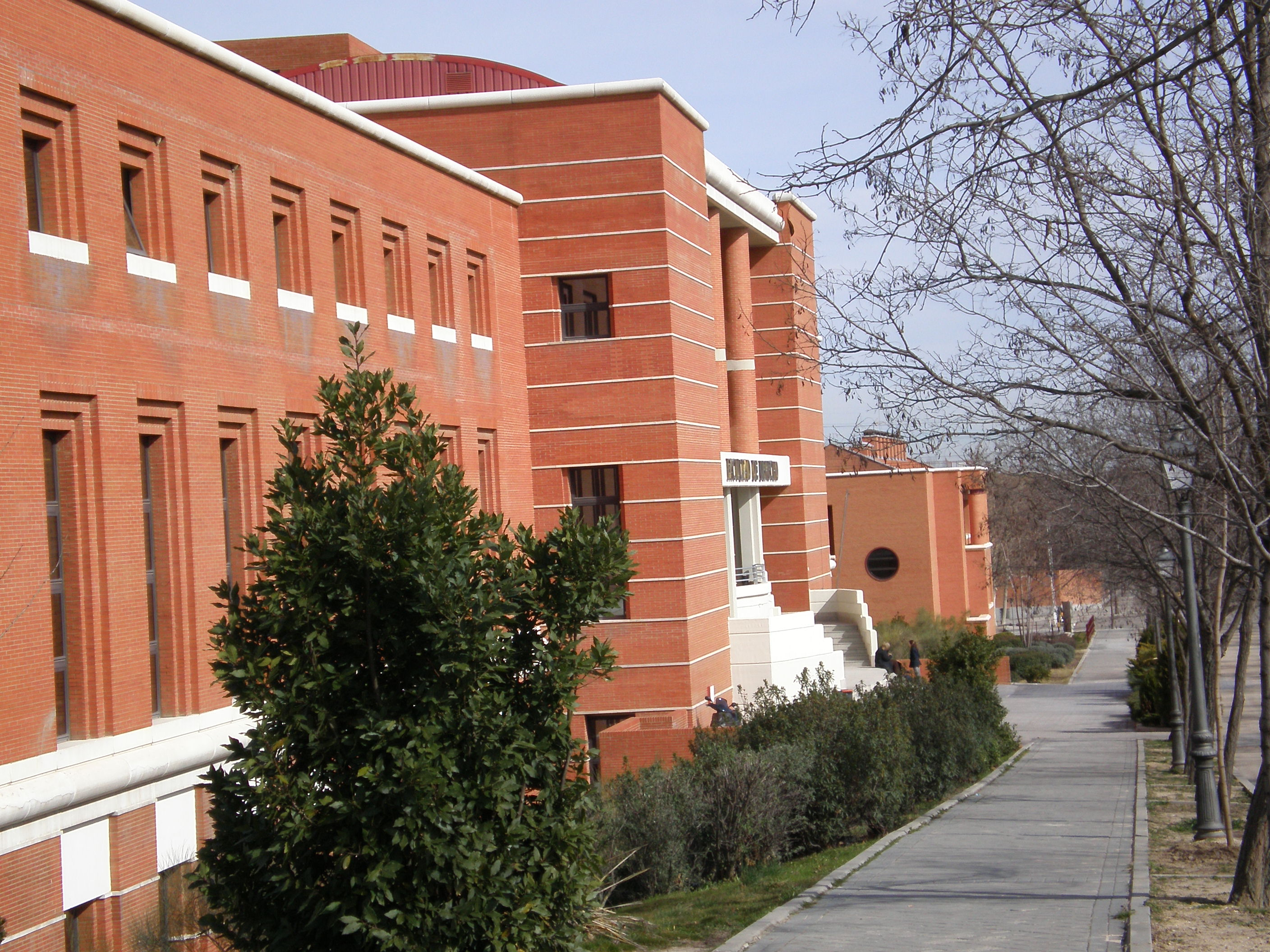
Huvudentrén vid juridiska fakulteten.

Universidad Autónoma de Madrid, Autonoma universitetet i Madrid, U.A.M, också känt som ”La Autónoma” är ett allmänt universitet som grundades 1968, en tid då dess fakulteter var spridda över olika byggnader i den spanska huvudstaden. Den nuvarande lokaliseringen för universitetet är Campus de Cantoblanco, i norra delen av Madrid, intill Alcobendas och San Sebastián de los Reyes. Campus, med en area på totalt 2 252 000 m² invigdes den 25 oktober 1971.
Universitetet har undervisning inom bland annat naturvetenskap, juridik, filosofi och humaniora, psykologi, medicin (som ligger utanför området för Campus de Cantoblanco), nationalekonomi och företagsekonomi, lärarutbildning och högre polyteknisk utbildning, samt högre utbildning i sjukvård och fysioterapi), allt fördelat på 59 institutioner.